# كأس ألبانيا 1996–97
كأس ألبانيا 1996–97 (بالألبانية: Kupa e Republikës 1996-97‏) هو موسم من كأس ألبانيا. أشرف على تنظيمه اتحاد ألبانيا لكرة القدم، وفاز فيه بارتيزاني تيرانا.